# Time 100: Las personas más importantes del siglo

Logotipo de Time

Time 100: The Most Important People of the Century (en español:  Time 100: Las personas más importantes del siglo) es una recopilación de las 100 personas más influyentes del siglo XX, publicada en la revista Time en 1999.
La idea de esta lista comenzó el 1 de febrero de 1998, con un debate en un simposio en Hanói, Vietnam. Los participantes en el panel fueron el ex presentador de CBS Evening News Dan Rather, la historiadora Doris Kearns Goodwin, el exgobernador de Nueva York Mario Cuomo, la entonces rectora de Stanford Condoleezza Rice, el editor Irving Kristol y el director de Time Walter Isaacson.
En una edición separada del 31 de diciembre de 1999, Time reconoció a Albert Einstein como la Persona del Siglo.

## Lista de categorías
El artículo de Time cita a veinte personas en cada una de las cinco grandes categorías: Líderes y revolucionarios, científicos y pensadores, constructores y titanes, artistas y animadores, y héroes e iconos.

## Persona del siglo
De los 100 elegidos, Albert Einstein fue elegido como Persona del Siglo, por ser el científico preeminente en un siglo dominado por la ciencia. Los editores de Time creían que el siglo XX «será recordado sobre todo por su ciencia y tecnología», y que Einstein «sirve como símbolo de todos los científicos —como Fermi, Heisenberg, Bohr, Richard Feynman, ...que se basaron en su trabajo». En la portada de la revista aparecía la famosa imagen de Einstein tomada en 1947 por el retratista estadounidense Philippe Halsman. Los finalistas fueron Mahatma Gandhi y Franklin D. Roosevelt.

## Controversias

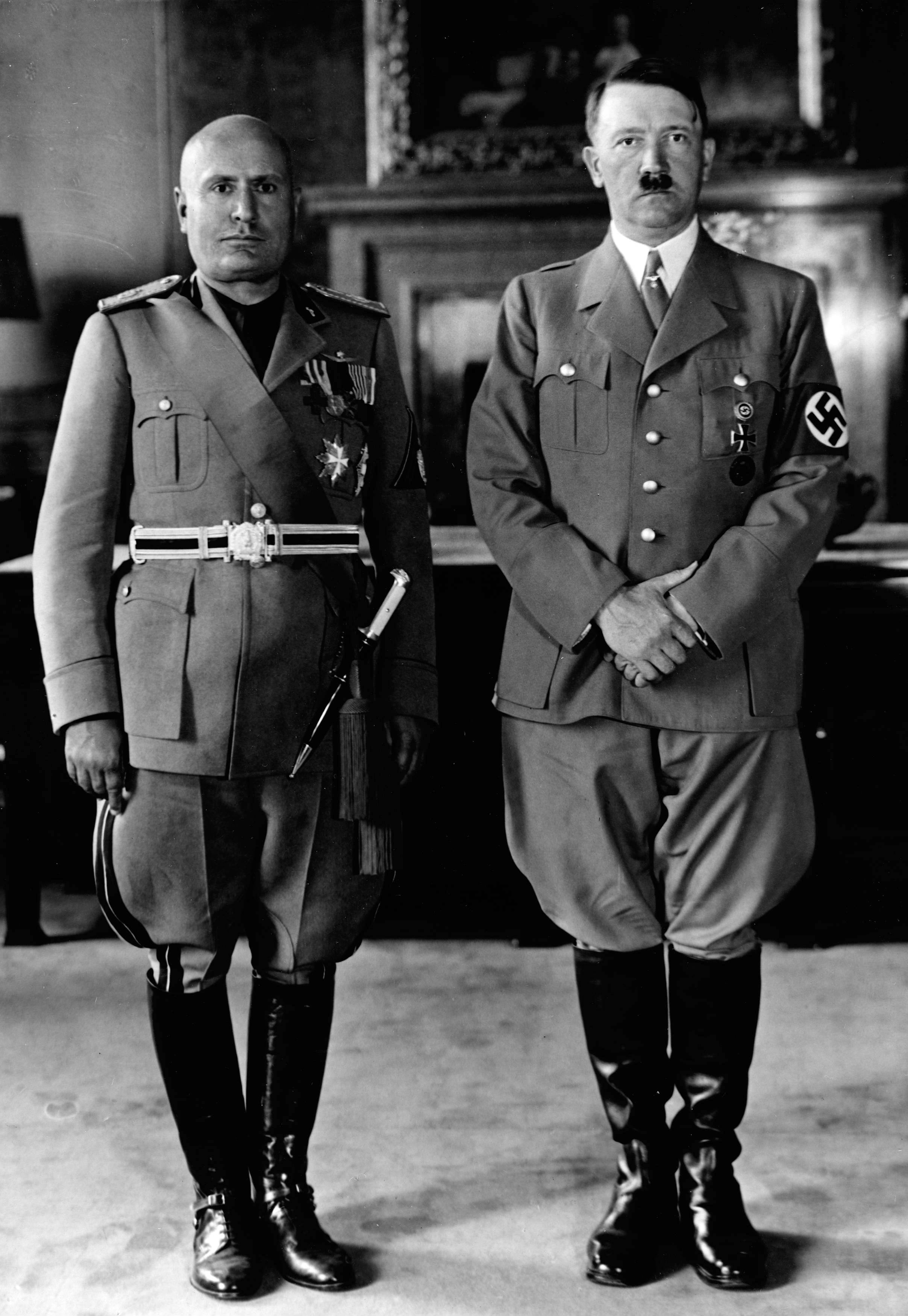
Mussolini y Hitler, los dictadores más influyentes del siglo XX

Se debatió si Adolf Hitler, responsable de la Segunda Guerra Mundial y el Holocausto, y Benito Mussolini de la Segunda Guerra Italo-Etíope, deberían haber sido nombrados Personajes del Siglo por su influencia en la política. El argumento se basaba en el criterio explícito de Time de que las personas elegidas debían tener el mayor impacto en este siglo, para bien o para mal. En el mismo número de Time del 31 de diciembre de 1999, la ensayista Nancy Gibbs abordó el tema con el artículo The Necessary Evil? En el artículo, sostiene que Hitler y Mussolini «fueron simplemente los últimos de una larga lista de figuras asesinas, que se remonta a antes de Gengis Khan. La única diferencia era la tecnología: Tanto Hitler como Mussolini llevaron a cabo su cínica carnicería con toda la eficiencia que la industria moderna había perfeccionado» y presenta varias preguntas retóricas como «El mal puede ser una fuerza poderosa, una idea seductora, pero ¿es más poderoso que el genio, la creatividad, el valor o la generosidad?».